# 柳町夏花
柳町 夏花 （やなぎまち かはな、2003年9月18日 - ）は、日本の元子役である。
千葉県出身。身長126cm。ジュネス企画に所属していた。

## 出演

### テレビドラマ
- わたしが子どもだったころ 阿川佐和子編（2009年、NHK BS hi）
- 名前をなくした女神（2011年、フジテレビ）
- 全開ガール（2011年、フジテレビ）鮎川若葉（幼少期） 役[1]
- ほんとにあった怖い話 夏の特別編2012（2012年8月18日、フジテレビ）ほん怖クラブ メンバー
- ほんとにあった怖い話 夏の特別編2013（2013年8月、フジテレビ）ほん怖クラブ メンバー
- あぽやん〜走る国際空港（2013年、TBSテレビ）森尾晴子（幼少期） 役
- サザエさん4（2013年12月1日、フジテレビ）サザエ（少女期） 役
- 最強のオンナ（2014年10月5日、毎日放送）紗知 役

### バラエティ
- サイエンスファンタジー カガクる!（2013年1月3日、フジテレビ）りんごちゃん 役[2]
- アナ★バン!（2011年、フジテレビ）

### テレビアニメ
- おしりかじり虫（2012年-、NHK BSプレミアム）カジリエッタ 役[3]

### 映画
- コドモ警察（2013年3月20日、東宝映像事業部）
- マダム・マーマレードの異常な謎出題編（2013年10月25日、テレビ東京）解答編（2013年11月22日、テレビ東京）短編映画「やまわろわ」
- 想いのこし（2014年11月22日、東映）
- 愛を積むひと（2015年6月20日、アスミック・エース、松竹）小林聡子（幼少期）役

### CM
- J:COM、ZAQTV（2011年- ）

### VP
- バスキン・ロビンス、31アイスクリーム店頭VP

### 雑誌
- 学習研究社、Piccolo
- 朝日新聞出版、セサミ

### イベント
- 国際美容協会ショー「七五三」

### スチール
- 玉川髙島屋七五三写真館モデル
- マイカルサティ、チラシ広告